# Robert A. Dahl
Robert Alan Dahl (født 17. december 1915, død 5. februar 2014) var en amerikansk forsker af norsk afstamning. Han var professor emeritus ved Yale University, og han deltog i en alder af over 90 år fortsat i den amerikanske statsvidenskabelige debat.

## Forskning og teorier
Dahls nok mest kendte bog er Who governs? fra 1961. Her undersøgte han i detaljer de formelle og uformelle magt-netværker i New Haven, Connecticut, og konkluderede, at der findes en række magtgrupper og magteliter, som dels modarbejder hinanden, dels samarbejder indbyrdes. Ud fra disse resultater udviklede Dahl begrebet polyarki, eller mange magter, som betegnelse på de moderne vestlige "demokratiske" samfund. I flere bøger har han siden uddybet og problematiseret dette begreb, og blandt andet taget til orde for en kapitalisme, hvor økonomien bliver underlagt demokratiske vedtagelser, delvis baseret på forholdene i det daværende Jugoslavien. I bogen After the revolution tog Dahl også fat i politikken i tilknytning til systemoverskridende og revolutionære bevægelser og stillede spørgsmålet om, hvordan et socialistisk demokratisk system bør organiseres.
I sine senere år havde Dahls forskning fået en mere pessimistisk tone. I How Democratic Is the American Constitution? fra 2001 foretager Dahl en kritisk gennemgang af den amerikanske forfatning og konkluderer, at den har flere både potentielt og reelt udemokratiske elementer. Særligt vigtige er eksistensen af senatet og valgkollegiet, institutioner, der efter Dahls opfattelse, blev indført for at forhindre, at den virkelige folkemening skulle få gennemslag i politikken. Men også andre sider ved amerikansk grundlov og politiske tradition kritiseres for at have demokratiske svagheder sammenlignet med europæiske polyarkier. I sin seneste bog, On Political Equality fra 2006 sammenknytter Dahl trådene fra flere tidligere bøger i en advarsel om en udvikling, hvor øget økonomisk og materiel ulighed fører til øget politisk ulighed.

### Tesen om polyarki
Teorien om moderne samfund som polyarkier fremsatte Dahl som nævnt i forlængelse af analyser af de stedlige magtforhold i New Haven, Connecticut i USA, hvor han kom frem til, at samfundet består af ulige magtgrupper eller eliter, som indbyrdes kæmper om magten og i denne kamp dels efter evne bekæmper hinanden, dels samarbejder eller samvirker i mangel af bedre. Denne tilstand, der ikke kan kaldes demokratisk i gængs forstand, betegner Dahl som polyarki eller pluralisme. Tesen om polyarkiet som samtidens styreform fremsattes med styrke i bogen Who Governs? i 1961, hvor han ved ovennævnte case-study finder sin tese bekræftet.
Begrundelsen for denne udvikling finder han i den forandring, der fandt sted ved overgangen fra selvstyre i bystater og i de amerikanske pionersamfund til en fælles, mere eller mindre repræsentativ regering i en større stat. Dahl mener, at der ved denne samfundsændring, hvor sammenpasning af hensynet til rumlige, etniske, racebetingede, religiøse, ideologiske, beskæftigelsesbetingede med flere forhold, der gør sig gældende i et mangfoldigt samfund, i virkeligheden sker en undergravning af demokratiet som opnåeligt mål. I stedet bliver polyarkiet den samfundsform, som beslutningsprocesserne finder sted under.

### Magtudfoldelsens betingelser
En anden side af problemstillingen er hos Dahl de ulige måder, den for en person eller magtgruppe tilstedeværende magt kan tages i anvendelse (Dahl bruger udtrykket “influence terms”, påvirkningsmuligheder) for, at "A" kan få "B" til at gøre noget bestemt. Denne kan gradueres efter de midler, der tages i brug:
1. Rational Persuasion, hvor man ved at sige sandheden og forklare en person grunden til, at man henstiller denne at handle på en given måde.
2. Manipulative persuasion, hvor man ved at lyve eller fortie sandheden forsøger at forføre en person til en given handling.
3. Inducement, hvor man ved stok eller gulerod (læs: bestikkelse) forsøger at påvirke personen til en given handling.
4. Power, magtudøvelse i form afpresning fx ved tab af arbejde/indkomstgrundlag, i værste fald fængsling.
5. Coercion, hvor man tvinger en person til en handling.
6. Physical force, hvor man ved vold og tortur (eller truslen herom) påvirker personen.

Denne skala kan i princippet anvendes på enhver magtgruppe, fra den siddende regering og nedefter. Jo længere ned at skalaen, den faktiske magtudøvelse finder sin form, desto fjernere fra demokratiets ideal befinder man sig.

### Demokrati og polyarki
I bogen Democracy and Its Critics fra 1989 gør Dahl sig til talsmand for, at demokrati i et moderne samfund er en utopi, et uopnåeligt mål: intet moderne samfund kan være helt demokratisk. I stedet opstilles 5 retningslinjer for hvorledes, man vil kunne "måle" graden af demokrati:
1. Effektiv deltagelse – Borgerne skal have tilstrækkelige og lige muligheder for at danne deres mening og fremsætte denne i det offentlige forum, herunder muligheden for at bringe et emne på bane.
2. Lige beslutningsdeltagelse – Hver borger må være forvisset om, at vedkomnes bedømmelse af en sag vil blive anset at være lige så meget værd og veje lige så tungt som enhver anden borgers.
3. Informationstilgængelighed – Borgere må sikres lige muligheder for at skaffe sig indsigt og sikre sig, at en given beslutning vil være den bedst mulige under hensyn til deres egeninteresse.
4. Kontrol af agendaen – Befolkningen må have mulighed for at beslutte hvilke politiske emner, der skal bringes på dagsordenen og ud til beslutning.
5. Medregnethed – Forholdene må være lige for alle borgere i samfundet. Enhver har en sikret "borgerret" til deltagelse i den politiske proces.

I stedet for dette er moderne samfund "polyarkier", der har valgte ledere, valgt ved frie og fair valg, samme ret til at lade sig opstille for at blive valgt, ytringsfrihed, ret til at skaffe sig anden information end den af de siddende magthavere fremsatte og frihed til at danne egne grupper (associational autonomy). Disse forhold udgør et stort gode i samfundet, idet de udgør flere ulige centre for magtudøvelse (multiple centers of political power).

## Forfatterskab
- 1953 – Politics, Economics, and Welfare (with Charles E. Lindblom)
- 1956 – A Preface to Democratic Theory (new edition in 2006)
- 1957 – Decision-Making in a Democracy: The Supreme Court as a National Policy-Maker
- 1960 – Social science research on business: product and potential
- 1961 – Who Governs?: Democracy and Power in an American City
- 1963 – Modern Political Analysis
- 1966 – Political oppositions in Western Democracies
- 1968 – Pluralist democracy in the United States : conflict and consent
- 1970 – After the Revolution? : Authority in a good society
- 1971 – Polyarchy: Participation and Opposition
- 1973 – Size and Democracy (with Edward R. Tufte)
- 1983 – Dilemmas of Pluralist Democracy: Autonomy vs. Control
- 1985 – A Preface to Economic Democracy
- 1985 – Controlling Nuclear Weapons: Democracy versus Guardianship
- 1989 – Democracy and Its Critics
- 1997 – Toward Democracy – a Journey: Reflections, 1940-1997
- 1998 – On Democracy
- 2002 – How Democratic Is the American Constitution?
- 2003 – The Democracy Sourcebook. (An anthology edited by Robert A. Dahl, Ian Shapiro and José Antonio Cheibub)
- 2005 – After The Gold Rush
- 2006 – On Political Equality

### På internettet
- Robert A. Dahl: "Polyarchy, Pluralism, and Scale" i Scandinavian Political Studies, New Series, Bind 7; 1984
- Robert A. Dahl: "Sketches for a Democratic Utopia" i Scandinavian Political Studies, New Series, Bind 10; 1987
- Robert A. Dahl: "Reflections on a Half Century of Political Science: Lecture Given by the Winner of the Johan Skytte Prize in Political Science, Uppsala, 30 September 1995" i Scandinavian Political Studies, New Series, Bind 19; 1996
- Robert A. Dahl: "A Democratic Paradox?" i Scandinavian Political Studies, New Series, Bind 23; 2000